# Zhang Yangyang
Zhang Yangyang (chinesisch 张杨杨, Pinyin Zhāng Yángyáng; * 20. Februar 1989 in Siping) ist eine chinesische Ruderin.
Zhang Yangyang, die 2004 mit dem Rudersport begonnen hatte, wurde bei den Junioren-Weltmeisterschaften 2007 Juniorenweltmeisterin im Doppelzweier. Bei den Weltmeisterschaften in der Erwachsenenklasse belegte sie 2007 mit dem Vierer ohne Steuerfrau den fünften Platz. Kurz vor den Olympischen Spielen 2008 in Peking rückte Zhang Yangyang für Feng Guixin in den Doppelvierer. Vor heimischem Publikum gewannen Jin Ziwei, Tang Bin, Xi Aihua und Zhang Yangyang die Goldmedaille im Doppelvierer, die erste und bislang (Stand 2012) einzige olympische Rudergoldmedaille für die Volksrepublik China. 
2010 und 2011 war Zhang Yangyang im Ruder-Weltcup aktiv und erreichte mit dem zweiten Platz im Doppelzweier in Bled 2010 ihre bis 2012 beste Platzierung. Sie nahm aber nach 2007 nicht mehr an Ruder-Weltmeisterschaften teil. Ihren einzigen Start bei einer großen internationalen Meisterschaft nach 2008 absolvierte sie bei den Olympischen Spielen 2012, als sie mit dem Doppelvierer den fünften Platz belegte.